# Данковиће
Данковиће је насеље у Србији у општини Куршумлија у Топличком округу. Према попису из 2022. било је 130 становника (према попису из 1991. било је 265 становника).
Овде се налази Споменик природе Храст Цара Лазара.

## Демографија
У насељу Данковиће живи 199 пунолетних становника, а просечна старост становништва износи 46,2 година (44,2 код мушкараца и 48,6 код жена). У насељу има 87 домаћинстава, а просечан број чланова по домаћинству је 2,67.
Ово насеље је великим делом насељено Србима (према попису из 2002. године), а у последња три пописа, примећен је пад у броју становника.

## Презимена мештана
- Алексић
- Дељанин - Славе Ђурђевдан
- Ђорђевић - славе Ђурђевдан
- Јовић - славе Светог Илију
- Нешић
- Савић - Славе Ђурђевдан и Светог Илију
- Павловић

|  |

| Демографија | Демографија | Демографија |
| Година      | Становника  | Становника  |
| ----------- | ----------- | ----------- |
| 1948.       | 794         |             |
| 1953.       | 816         |             |
| 1961.       | 682         |             |
| 1971.       | 540         |             |
| 1981.       | 345         |             |
| 1991.       | 265         | 265         |
| 2002.       | 232         | 240         |

| Етнички састав према попису из 2002.‍ | Етнички састав према попису из 2002.‍ | Етнички састав према попису из 2002.‍ | Етнички састав према попису из 2002.‍ | Етнички састав према попису из 2002.‍ |
| ------------------------------------ | ------------------------------------ | ------------------------------------ | ------------------------------------ | ------------------------------------ |
|                                      |                                      |                                      |                                      |                                      |
| Срби                                 | Срби                                 |                                      | 231                                  | 99,56%                               |
| Хрвати                               | Хрвати                               |                                      | 1                                    | 0,43%                                |
| непознато                            | непознато                            |                                      | 0                                    | 0,0%                                 |

| Година пописа     | 1948. | 1953. | 1961. | 1971. | 1981. | 1991. | 2002. |
| ----------------- | ----- | ----- | ----- | ----- | ----- | ----- | ----- |
| Број домаћинстава | 93    | 103   | 115   | 122   | 109   | 100   | 87    |

| Број чланова      | 1  | 2  | 3 | 4  | 5 | 6 | 7 | 8 | 9 | 10 и више | Просек |
| ----------------- | -- | -- | - | -- | - | - | - | - | - | --------- | ------ |
| Број домаћинстава | 18 | 39 | 6 | 11 | 6 | 5 | 2 | 0 | 0 | 0         | 2,67   |

| Пол    | Укупно | Неожењен/Неудата | Ожењен/Удата | Удовац/Удовица | Разведен/Разведена | Непознато |
| ------ | ------ | ---------------- | ------------ | -------------- | ------------------ | --------- |
| Мушки  | 113    | 35               | 65           | 12             | 1                  | 0         |
| Женски | 93     | 10               | 63           | 19             | 1                  | 0         |
| УКУПНО | 206    | 45               | 128          | 31             | 2                  | 0         |

| Пол    | Укупно                    | Пољопривреда, лов и шумарство | Рибарство                            | Вађење руде и камена | Прерађивачка индустрија       |
| ------ | ------------------------- | ----------------------------- | ------------------------------------ | -------------------- | ----------------------------- |
| Мушки  | 47                        | 7                             | 0                                    | 0                    | 23                            |
| Женски | 21                        | 10                            | 0                                    | 0                    | 7                             |
| УКУПНО | 68                        | 17                            | 0                                    | 0                    | 30                            |
| Пол    | Производња и снабдевање   | Грађевинарство                | Трговина                             | Хотели и ресторани   | Саобраћај, складиштење и везе |
| Мушки  | 2                         | 1                             | 3                                    | 0                    | 2                             |
| Женски | 0                         | 0                             | 0                                    | 1                    | 0                             |
| УКУПНО | 2                         | 1                             | 3                                    | 1                    | 2                             |
| Пол    | Финансијско посредовање   | Некретнине                    | Државна управа и одбрана             | Образовање           | Здравствени и социјални рад   |
| Мушки  | 2                         | 0                             | 1                                    | 0                    | 0                             |
| Женски | 1                         | 0                             | 1                                    | 0                    | 1                             |
| УКУПНО | 3                         | 0                             | 2                                    | 0                    | 1                             |
| Пол    | Остале услужне активности | Приватна домаћинства          | Екстериторијалне организације и тела | Непознато            | Непознато                     |
| Мушки  | 2                         | 0                             | 0                                    | 4                    | 4                             |
| Женски | 0                         | 0                             | 0                                    | 0                    | 0                             |
| УКУПНО | 2                         | 0                             | 0                                    | 4                    | 4                             |